# Chip Reese
David Edward « Chip » Reese, (né le 28 mars 1951 à Dayton dans l'Ohio, États-Unis et mort le 4 décembre 2007), était un joueur professionnel de poker.
Doyle Brunson le considérait comme l'un des deux meilleurs jeunes joueurs du monde,.
Reese était destiné à devenir avocat. Il fut sélectionné pour des études de droit à l'université Stanford, mais finalement renonça. En effet, en 1975 durant son trajet pour rejoindre Stanford, Reese participa à un tournoi à Las Vegas à 400 $ l'entrée et gagna 40 000 $. Ceci l'avait convaincu qu'il pouvait mieux gagner sa vie grâce au poker.
Il a remporté trois bracelets des World Series of Poker.
En 1991, à l'âge de 40 ans, il fait son apparition au Poker Hall of Fame.
Lors des World Series of Poker 2006, Reese a remporté le 50 000 $ H.O.R.S.E event, ramenant ainsi chez lui 1 716 000 $. Pour gagner ce tournoi, Reese a été contraint de batailler contre Bloch durant 7 heures de tête-à-tête (286 coups), ce qui constitue le face-à-face le plus long de l'histoire du poker.
Reese jouait régulièrement au "Big Game (en)" (tables à 4000 $/8000 $) du Bellagio Hotel.
De grands noms du poker considèrent que Reese est celui qui a gagné le plus d’argent sur les tables de cash games.
Chip Reese est mort dans son sommeil d'une pneumonie le 4 décembre 2007.

## Ses trois bracelets du WSOP
- 1978 : 1 000 $ Seven-Card Stud Split
- 1982 : 5 000 $ Limit 7 Card Stud
- 2006 : 50 000 $ H.O.R.S.E.

## Citations
Doyle Brunson : "Si un jour la vie de ma famille se joue sur une partie de poker, c'est à Chip Reese que je la confie."